# Каміно (планета)

Каміно

Каміно — вигадана планета із всесвіту «Зоряних війн». Це водний світ, де була виготовлена армія клонів для Галактичної Республіки, пізніше стала імперським штурмовим корпусом. Планету населяють каміноанці — високі, елегантні істоти, котрі полюбляють відокремлений спосіб життя. Вони знані як фахівці з клонування. Каміно розташовується на південь від Лабіринту Ріші. Влада на планеті зосереджена в руках Правлячої ради, очолюваної прем'єр-міністром Ламою Су.

## Характеристика
Каміно є п'ятою в системі, що складається з 13 планет, що обертаються навколо старіючої зірки Каміно. Система знаходиться в Дикому Просторі на південь від Лабіринту Ріші, карликової галактики-супутника, що обертається навколо основної Галактики.
Навколо Каміно обертається три супутника, один з яких називається Корас. Планета має розплавлене ядро, тверду мантію і кору з силікатів. Кліматичні зміни в далекому минулому призвели до затоплення континентів планети, океан покриває всю її поверхню. Нечисленні острови, які раніше були вершинами гір, постійно поливаються дощами. На планеті дмуть сильні вітри, а спалахи грозових розрядів можна бачити навіть з орбіти.

## Мешканці
Через певну ізольованість планети від решти Галактики встановити походження каміноанців важко. У фізіології каміноанців багато особливостей: вони ходять на кінчиках пальців, що підходить для життя на морському дні, у представників чоловічої статі є схожі на плавники гребені на задній частині маленького черепа. Мигдалеподібні очі здатні бачити тільки в ультрафіолетовому діапазоні, тому безбарвна шкіра каміноанців для них сповнена різноманітних відтінків.
Каміноанці використовують як їздових тварин літаючих китоподібних, званих аюа. Рідною планетою тварин є Набу, можливо, на Каміно вони були відтворені за допомогою клонування.

## Історія
В результаті вимушеної, але успішної адаптації каміноанці пережили Великий потоп. Щоб зберегти расу, каміноанці вдалися до клонування.
Протягом довгих часів розташування і сам факт існування Каміно були відомі лише небагатьом. 32 року ДБЯ майстер-джедай Сайф-Діас замовив каміноанцям створення армії клонів. Дарт Тіранус, за намовою Дарта Сідіуса, вбив Сайф-Діаса, щоб зберегти створення армії в таємниці від джедаїв і Республіки. Тіранус найняв Джанго Фетта як прототип для клонів. Фетт погодився, поставивши каміноанцям умову: створити для нього незмінного клона, сина Бобу Фетта. Джанго ростив Бобу на Каміно протягом наступних десяти років.
Обі-Ван Кенобі появився на Каміно в 22 році ДБЯ, вистежуючи вбивцю, що замахнувся на сенатора Падме Амідалу. Доказом, що веде до планети, став сабледротик. Цим сабледротиком Джанго Фетт вистрілив в Зам Уеселл, щоб не дати їй відповісти на розпити Кенобі. Декстер Джеттстер допоміг Кенобі визначити походження дротика і розповів джедаю про Каміно. Не виявивши планету в базі даних архівів джедаїв, Обі-Ван і Йода занепокоїлися. Під час перебування в Тайпока-Сіті, Обі-Ван дізнався про Джанго Фетта, чий генетичний матеріал був використаний при створенні армії клонів, і його сина Боба Фетта. Джанго і Боба встигли втекти з планети в останній момент, переслідувані джедаем.
Пізніше Йода вирушив на Каміно, щоб взяти з собою солдат-клонів, необхідних для допомоги Обі-Вану Кенобі, Енакіну Скайвокеру, Падме Амідалі і лицарям-джедаїв, які билися на Джеонозисі. Ця битва поклала початок Війнам клонів. Коли сепаратисти дізналися, де виробляються клони, командер Мерай на вимогу Пассела Ардженто наказав атакувати Каміно, але в першій битві при Каміно в 22 році ДБЯ перемогла Республіка. Друга битва за Каміно, в якій Мандалор Відновлювач і його мандалорці прагнули знищити фабрику клонів, напад відбив гарнізон солдатів-клонів.
Після утворення Галактичної Імперії Каміно виявилася під її владою. Невелике число каміноанців, незадоволене присутністю Імперії на планеті, почали виробництво клонів для боротьби з нею. Цю загрозу усунули підрозділи 501-го легіону під командуванням Боби Фетта. Бій увійшло в історію під назвою «Революція клонів».
Пізніше, перебуваючи в полоні Тайбера Занна, Ураї Фен з Консорціуму Занна, заклопотаний виживанням організації, зв'язався зі своїми союзниками на Каміно. Союзники були проти надати залишкам консорціуму притулок, і Фен переправився з Рілот на Каміно. Він завдав поразки імперським військам на планеті, який був єдиною перешкодою планам Фена, але пізніше консорціум повернувся на Рілот, в очікуванні, поки Тайбер Занн зможе втекти з Кесселя.
Роки по тому Таун Уе, бажаючи помститися мандалорцям за напад на планету, найняла Бобу Фетта, щоб розправитися з Фенном Шісою, останнім залишилися в живих ветераном Другої битви за Каміно.
У 40 році ПБЯ Боба Фетт прибув на планету, щоб отримати пораду лікаря, і дізнався, що вмирає. Єдиною істотою, яка могла йому допомогти, була Ко Сай, вчений, який розробив процес прискореного дорослішання. Але вона зникла під час Першої битви за Каміно. Тоді Боба вирішив знайти Тауна Уе, що недавно втік з планети. Чинний прем'єр-міністр Каміно, Коа Не, обіцяв заплатити, якщо інформацію, що є у Тауна Уе, буде йому повернуто. Боба Фетт відмовився, коли Коа Не не погодився заплатити захмарну ціну, призначену мисливцем, і заявив, що продасть інформацію тому, хто більше заплатить за неї.

## Цікаві факти
Будинки Каміно надихнули архітекторів при створенні Комплексу морських досліджень Університету Техасу